# Ermita de la Virgen de Altagracia (Garrovillas de Alconétar)
La ermita de la Virgen de Altagracia es una ermita medieval ubicada en el municipio español de Garrovillas de Alconétar, en la provincia de Cáceres. Alberga la imagen de la patrona de la localidad, la Virgen de Altagracia, y se utiliza como sede de la romería.

## Localización
Se ubica en una zona del término municipal denominada genéricamente con el nombre de "Villaluengo", unos 10 km al sur de la villa de Garrovillas de Alconétar junto al límite con el vecino término municipal de Casar de Cáceres, cuya capital municipal se halla también a unos 10 km. La localidad más cercana es el pequeño poblado ferroviario de La Perala, que se ubica unos 3 km al este de la ermita.

## Historia

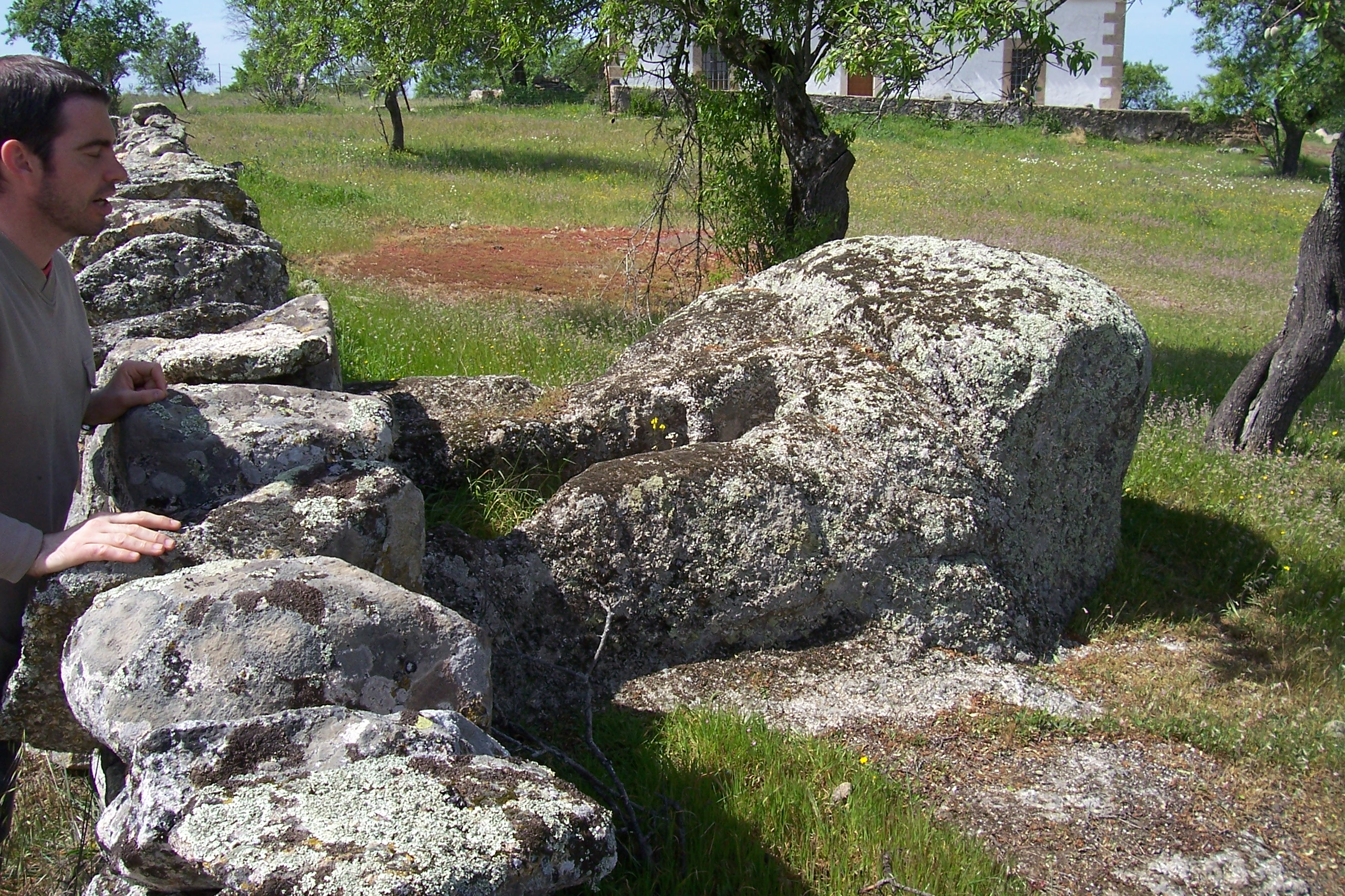
Tumba excavada en piedra en las inmediaciones de la ermita.

El origen de esta ermita es desconocido: aunque en su arquitectura actual los elementos más antiguos datan del siglo XV, existen múltiples indicios arqueológicos y documentales que apuntan a un origen anterior. En el entorno de Villoluengo se han hallado restos de poblados celtas, conocidos como "Históbriga" y "El Garro", y de un asentamiento romano conocido como "Túrmulus". De época más tardía, hay junto a la propia ermita varias tumbas antropomorfas de época altomedieval. Las primeras referencias documentales de la actual ermita datan del siglo XIV, aunque es posible que hagan referencia a otra construcción anterior ubicada en el mismo lugar.
La sucesión de restos arqueológicos en el área ha dado lugar a diversas hipótesis sobre el origen de la ermita. Existen hipótesis sobre su origen pagano: se cree que la Virgen de Altagracia es el resultado de la cristianización de un numen romano, basándose en la existencia de una peña sacra bajo el pedestal de la imagen. Por su ubicación en un límite municipal, también se ha propuesto que la ermita podría tener un origen en la Orden del Temple, que gobernó en los siglos XII y XIII la villa de Alconétar y habría establecido aquí el santuario para delimitar su territorio con el alfoz de la vecina villa de Cáceres, lo que implicaría que la ermita es en torno a un siglo anterior a sus primeros documentos. Asimismo se ha mencionado su posible relación con un antiguo convento templario.
A partir del siglo XVI, la ermita adquirió una gran importancia para la localidad, pues comenzó a celebrarse anualmente una feria en los alrededores el día 8 de septiembre, con motivo del final de las cosechas. Se conoce la existencia de esta feria ya en 1536, en unas ordenanzas de Diego Enríquez de Guzmán que hacen referencia a que la feria se venía celebrando desde tiempo inmemorial. Era tan importante esta feria que el concejo de la villa de Cáceres impuso restricciones al libre mercado para evitar que los cacereños participasen en ella, lo que motivó en 1588 una queja de los vecinos de Casar de Cáceres al rey Felipe II. En la misma época comenzó la costumbre de acampar en torno a la ermita de los gitanos de la región, quienes solían organizar aquí sus bodas, una costumbre que llegó a mantenerse hasta el siglo XX.
La feria de Altagracia desapareció en 1820, al ser prohibida por la Real Audiencia de Extremadura tras producirse una reyerta. En 1834 se intentó recuperarla, con autorización del gobernador civil, pero la crisis económica que sufría el país desde la Guerra Peninsular, unida a la epidemia de cólera de aquel año, impidió llevarla a cabo. Desde entonces, lo que históricamente era una destacable feria pasó a ser simplemente la romería de la villa, y el santuario una ermita más como las que hay en otros muchos municipios.

## Descripción
Es un edificio de mampostería y sillería, principalmente gótico y estructurado en una sola nave de tres tramos con forma rectangular y cubiertos con terceletes. La estructura se completa con una sacristía del siglo XVI, cubierta con bóveda de cañón y ubicada junto a la capilla mayor, y un camarín junto al presbiterio. Bajo el altar se accede a una pequeña gruta en la cual las leyendas locales afirman que se produjo la aparición mariana que dio origen al santuario. Otros elementos destacables son un púlpito del siglo XVI y verjas de hierro del siglo XVII para separar las capillas.
El exterior destaca por albergar un gran pórtico que se ubica tanto en el imafronte como en ambos laterales. Este pórtico procede de varias reformas de los siglos XVIII y XIX y está compuesto por arcos de medio punto de cantería, teniendo en su parte superior techumbre de madera y cubierta de tejas. La puerta principal, fechada en 1759 según una inscripción, se encuentra en otro arco de medio punto, que puede fecharse a finales del siglo XV por albergar las bolas de cantería típicas de la época; también se puede acceder por dos puertas laterales. Otros elementos destacables en el exterior son una espadaña sobre un rosetón en el imafronte y los pináculos que hay sobre los contrafuertes.

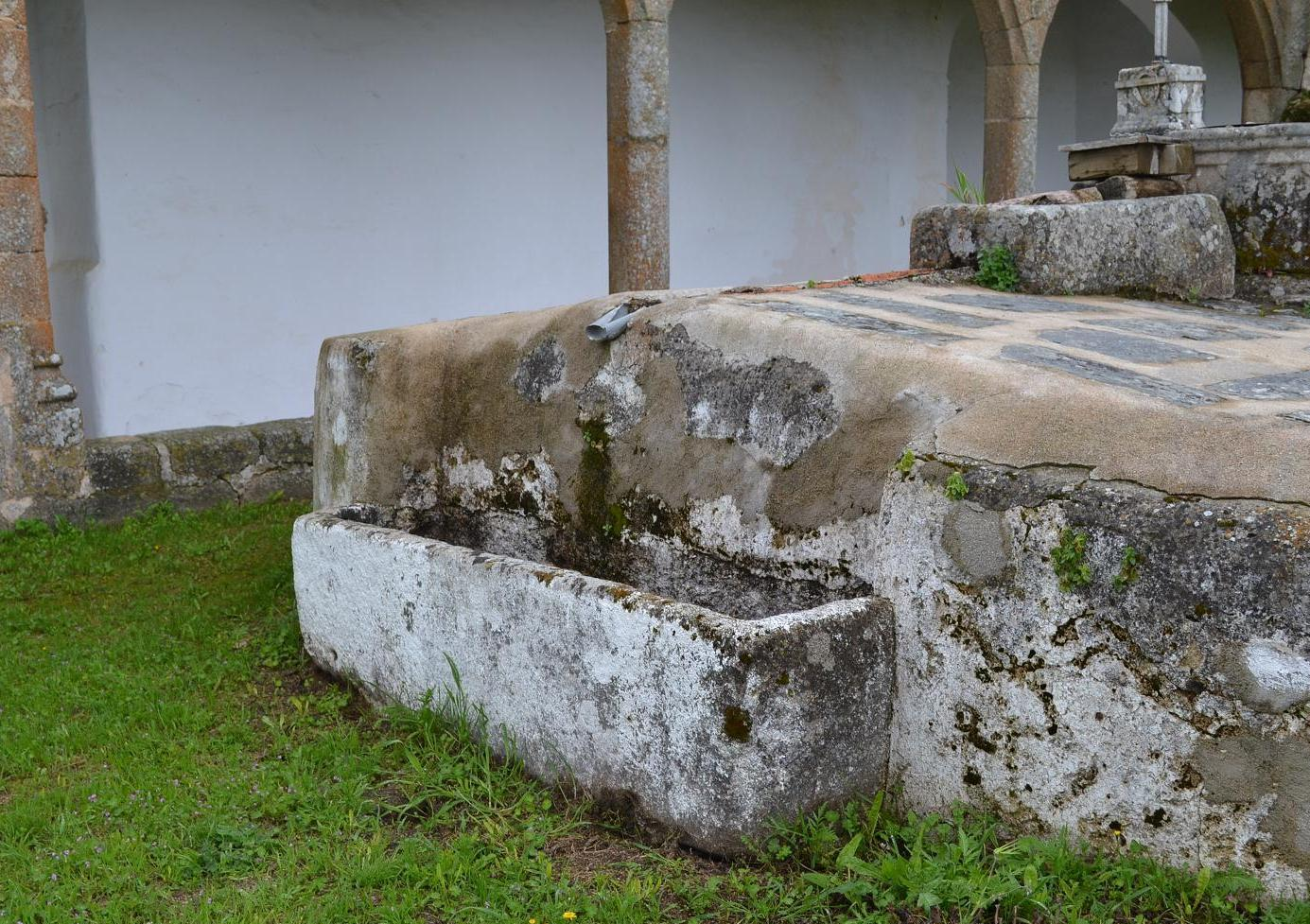
Abrevadero junto a la ermita.

En cuanto a los retablos e imágenes albergados en el interior del edificio, destaca el retablo mayor, del siglo XVII y formado principalmente por pinturas, en el cual se ubica la imagen de vestir de la Virgen de Altagracia. No es la única imagen mariana del santuario: existe otro altar en el lado del Evangelio que alberga a la Virgen de la Leche, talla tardogótica del siglo XVI similar a la Virgen del Puerto de Plasencia; se cree que esta imagen podría haber sido antiguamente la talla de la Virgen de Altagracia, ya que la actual imagen es muy posterior. En la capilla del Cristo, situada en el lado de la Epístola, hay una destacable imagen del Cristo de la Expiración de los siglos XVI-XVII. Del pintor hispano-polaco del siglo XIX Rafael Lucenqui hay un fresco de la Sagrada Familia en el camarín, y se atribuye a este mismo autor la pintura de fondo del Calvario que acompaña a la imagen del Cristo, por su similitud con la misma imagen del mismo autor ubicada en la iglesia de San Mateo de la ciudad vieja de Cáceres. También hay una imagen de San José con el Niño del siglo XVII y un cuadro exvoto del siglo XVIII.
En el entorno del edificio, frente a la puerta principal hay una vivienda de campo construida según la arquitectura popular de la zona, destinada a vivienda de ermitaños y a las celebraciones no religiosas de la romería. En una de sus aristas hay una pequeña ventana en esquina tapada por una pequeña columna granítica. En el entorno de la ermita y la casa se pueden contemplar los restos de una citania celta y las tumbas antropomorfas medievales. También se ubican en la zona varias huertas que los fieles han ido donando a la cofradía para darle una financiación estable.

## Uso actual
La ermita pertenece a la parroquia formada por las iglesias de Santa María y San Pedro, en la diócesis de Coria-Cáceres. El edificio está gestionado por una cofradía con unos cuatrocientos miembros y existe constancia documental de que todavía en el siglo XXI se ha mantenido la tradición de estar habitada la casa de ermitaños en este santuario.
Su principal uso tradicional es ser la sede de la romería del municipio, que tiene lugar anualmente en la ermita el día 8 de septiembre, coincidiendo con la festividad del Día de Extremadura. Cada cinco años, en los años que son múltiplos de cinco, esta festividad se hace más grande al bajar a la villa la imagen de la Virgen de Altagracia. Aparte de su uso para la romería, por su ubicación en un entorno rústico, es lugar de paso de varias rutas locales de senderismo, siendo especialmente frecuentada en las que parten de Casar de Cáceres.